# Sierra de Arcos
La Sierra de Arcos es una serranía española situada en la provincia de Teruel (Aragón). Da nombre a la comarca de Andorra-Sierra de Arcos, con capitalidad en Andorra.
Forma parte de las alineaciones más septentrionales de la Cordillera Ibérica en el sector de Albalate del Arzobispo.

## Geología
Con orientación noroeste-sureste, está constituida por un armazón de calizas jurásicas deformadas en un pliegue anticlinal disimétrico con vergencia al nordeste.

## Hidrología

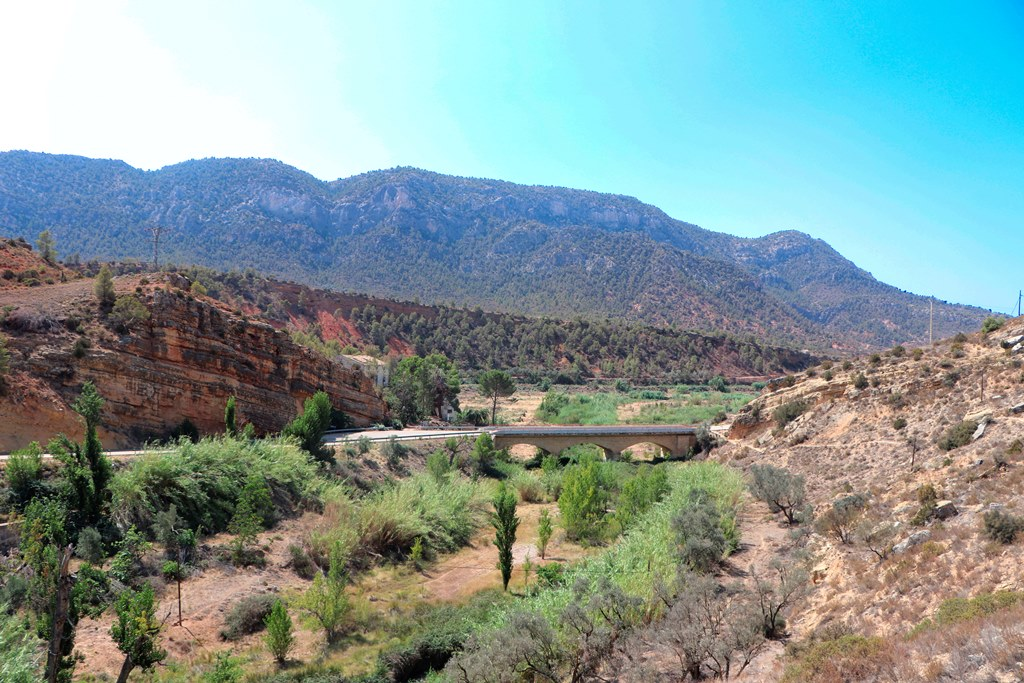
El río Martin cincelando la sierra de Arcos

El río Martín cincela la sierra en una estrecha hoz, entre las localidades de Ariño y Albalate del Arzobispo, que únicamente se ensancha cuando encuentra afloramientos poco resistentes de margas y yesos del triásico.
En la vertiente sur de la sierra se explotan los lignitos que se encuentran en los materiales cretácicos.
Culmina en el vértice de Cucutas a 987 m de altitud.